# Elsebeth Reingaard
Elsebeth Reingaard (* 16. September 1947 in Kopenhagen; † 23. Mai 2004 ebenda) war eine dänische Schauspielerin. 

## Werdegang

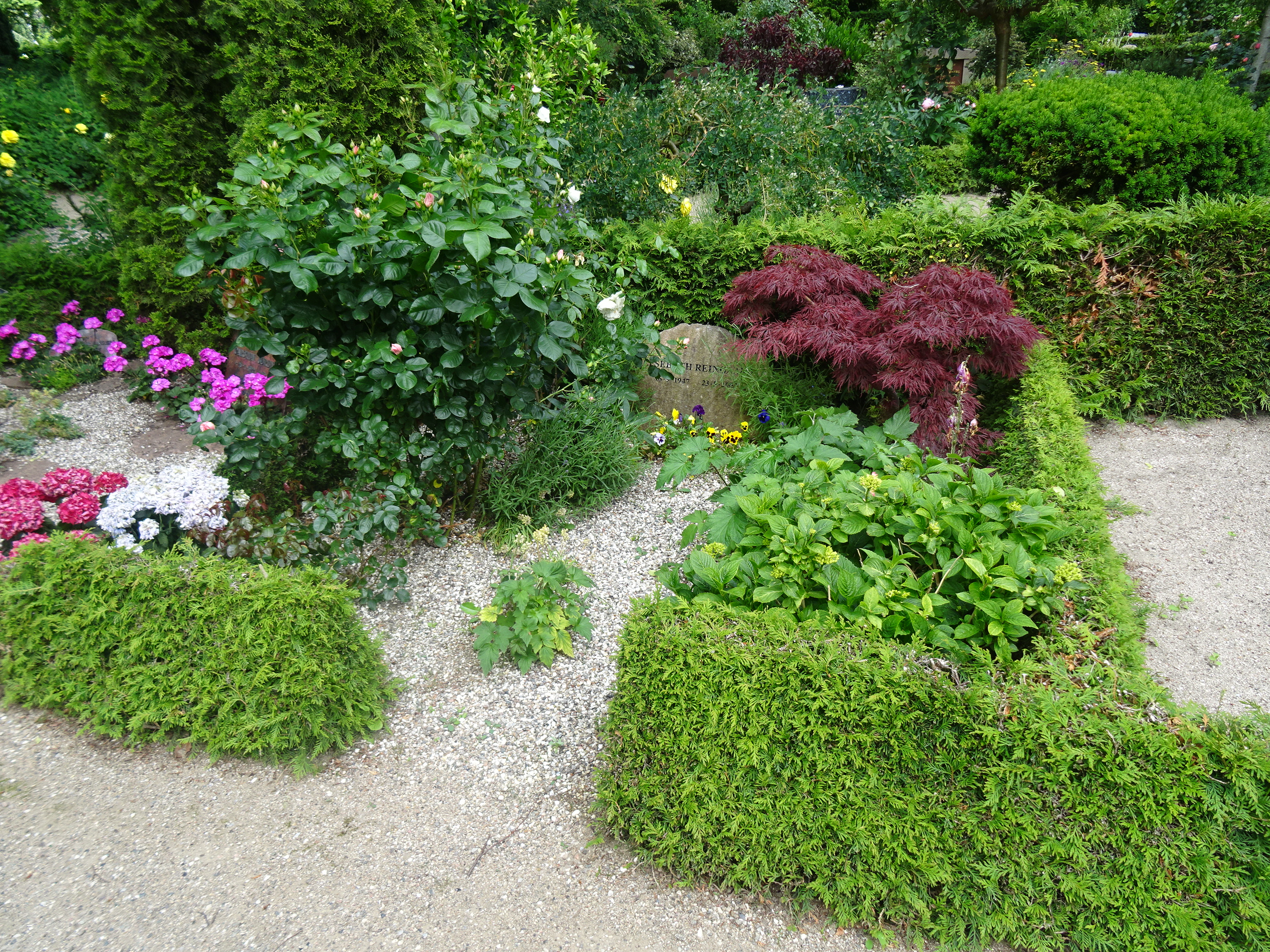
Grabstätte von Elsebeth Reingaard im Holmens Kirkegård in Østerbro, Kopenhagen.

Elsebeth Reingaard war zunächst als Model in Dänemark, Deutschland und Frankreich tätig. Als Filmschauspielerin debütierte sie 1964 in Paradis retur und erhielt dafür vom dänischen Kulturministerium einen Debütanten-Preis (debutantpris). 1965 hatte sie ihr Debüt im Theater mit einer Rolle in Comediehuset in Kopenhagen. Dem deutschen Publikum wurde sie insbesondere durch die dänische Verfilmung von Henry Millers Roman Stille Tage in Clichy im Jahr 1970 bekannt, in dem sie eine Hauptrolle spielte. Später begann sie Kunstgeschichte und Jura an der Universität Kopenhagen zu studieren und gab den Schauspielberuf auf. Bis 1972 wirkte sie in zwölf Filmen mit.
In erster Ehe war sie mit Jesper Høm, dem Kameramann des Films Stille Tage in Clichy, verheiratet. Aus dieser Ehe stammt ihr Sohn, der Fotograf Marc Reingaard Høm. Nach der Scheidung heiratete sie in zweiter Ehe den dänischen Anwalt Per Neumann, mit dem sie eine Tochter hatte, die Schauspielerin Helene Reingaard Neumann. Ihre beiden Schwestern Gitte Reingaard und Sisse Reingaard waren ebenfalls einige Jahre lang als Schauspielerinnen tätig.
Elsebeth Reingaard starb im Mai 2004 im Alter von 56 Jahren. Sie wurde auf dem Holmens Kirkegård, dem ältesten Friedhof in Kopenhagen, begraben.

## Filmografie
- 1964: Paradis retur
- 1966: Naboerne
- 1966: Der Bettelprinz (Der var engang)
- 1969: Midt i en jazztid
- 1969: Smil Emil
- 1970: Stille Tage in Clichy (Stille dage i Clichy)
- 1971: Deadline
- 1971: Jonas (Fernsehserie)
- 1971: Vi besøger (1971) (Fernsehserie)
- 1972: Farlige kys